# Prawda absolutna (buddyzm)
Prawda absolutna (skt. paramārtha [satya] परमार्थ; pali paramattha; chiń. zhendi (真谛); kor. chŏngje; jap. shintai; wiet. chân dê. Chiń. diyi; kor. cheil; jap. teitsu; wiet. dê nhât. Chiń. shengyidi; kor. sŭngŭije; jap. shōgitei; wiet. thăng dê. Chiń. zhensu; kor. chǒngsok; jap. shinzoku) – jeden z dwu rodzajów prawd w buddyzmie.
Jest to prawda ostateczna, absolutna, noumenalna przeciwstawiona konwencjonalnej, względnej prawdzie świata fenomenalnego. Chociaż problemem dwóch prawd zajmowały się już wczesne szkoły buddyjskie, to temat ten kontynuowały takie późniejsze tradycje buddyjskie jak np. madhjamika i chińska szkoła tiantai.
Doktryna dwu prawd została już dobrze rozwinięta w takich tekstach jak "Aṣṭasāhasrika" i innych częściach Pradżniaparamity, w Saddharma Pundarīka sūtra, Samādhirāja sūtra itp.
W swoim słynnym dziele Mādhyamika Kārikā Nagardżuna napisał
Ci, którzy nie są świadomi różnicy między tymi dwoma prawdami, nie są zdolni do uchwycenia głębokiego znaczenia nauk Buddy.
Paramartha satya, czyli Prawda Absolutna jest wiedzą o rzeczywistości jaką ona jest bez żadnych zniekształceń (skt akrtrimam vasturūpam). Wszelkie kategorie myślenia, punkty widzenia itd. zniekształcają prawdę, nieświadomie zmuszając umysł do rozpatrywania rzeczy w skrępowany i stronniczy sposób. Są zatem wrodzenie niezdolne do ukazania nam prawdy. Paramartha jest całkowitą nieobecnością rozumu (skt buddhi), który jest więc utożsamiony z prawdą konwencjonalną – samvṛti satya.
Absolutna prawda jest całkowicie poza zasięgiem dyskursywnego myślenia, języka i empirycznych działań. Tymi rzeczami zajmuje się prawda konwencjonalna. Prajñākaramati napisał
Paramartha jest faktycznie całkowicie niewyrażalna (skt anabhilāpya), nie do pomyślenia (skt anājñeya), nie do nauczenia( ...)
Paramartha jest więc niewyrażalna językiem i należy do poziomu nie dającego się określić przy pomocy Rozumu. Jest ona doświadczeniem, w którym rzeczywiste i intelekt poznający nie różnią się (skt advaya – nie są dwoma), nie ma żadnych rozróżniań, stopni, poziomów itp. Wobec tego posiada ona jednolitą, niezróżnicowaną naturę. W buddyzmie nosi ona szereg nazw: Tathatā, Bhūta-koṭi, Dharmatā, Dharmadhātu i Śūnyata.

## Zobacz
- Dwie prawdy
- relatywizm
- absolutyzm poznawczy
- nihilizm
- eternalizm
- Paramartha – misjonarz buddyjski i tłumacz